# NGC 4870
NGC 4870 је спирална галаксија у сазвежђу Ловачки пси која се налази на NGC листи објеката дубоког неба.
Деклинација објекта је + 37° 2' 54" а ректасцензија 12h 59m 17,8s. Привидна величина (магнитуда) објекта NGC 4870 износи 14,6 а фотографска магнитуда 15,4.